# Zoològic de Bagdad
El Zoològic de Bagdad és un zoològic de 81 hectàrees, originalment inaugurat el 1971 i situat a Bagdad, l'Iraq, a la zona dels Jardins al-Zawraa juntament amb el Parc d'Atraccions Zawraa i la Torre Zawraa. Abans de la invasió de l'Iraq el 2003, el zoològic albergava a 650 animals. Després d'haver estat delmat durant la invasió de l'Iraq de 2003, quan només van sobreviure al voltant de 35 animals, el zoològic va ser reobert el 2003 albergant uns 1070 animals.

## Història

### Primers anys
El Zoològic de Bagdad va ser construït el 1971 sota el mandat d'Ahmed Hassan al-Bakr.
Les instal·lacions eren insuficients, amb la reclusió en petits espais considerats inhumans. Després de la primera Guerra del Golf, els zoològics de l'Iraq van sofrir les sancions de les Nacions Unides, que limitaven determinats aliments, medicines i vacunes.
Saddam Hussein va tancar el zoològic en la primavera de 2002 per realitzar renovacions, però en comptes d'això va convertir el zoològic en una base militar arran de les amenaces dels Estats Units d'una possible invasió.

### La invasió de 2003
El zoològic va ser destruït durant la invasió de l'Iraq de 2003. Per la seva pròpia seguretat, els empleats del parc van suspendre l'alimentació dels animals a principis d'abril de 2003, quan les tropes de fedayines van prendre posicions defensives al voltant del zoològic mentre les forces dels Estats Units van donar inici a la batalla de Bagdad. Dels 650 a 700 animals que hi havia originalment en el Zoològic de Bagdad només 35 havien sobreviscut el vuitè dia de la invasió, amb una tendència de supervivència dels animals més grans.
Durant l'absència del personal i funcionaris del zoològic, el recinte va sofrir un intens saqueig. Les gàbies van ser obertes per lladres que van alliberar o van robar centenars d'animals i aus. El personal del zoològic afirma que la majoria de les aus i animals de caça van ser presos per alimentar-se donada l'escassetat d'aliments abans de la guerra a Bagdad, i que es va veure exacerbada durant la invasió.
Molts animals van ser trobats vagant pel zoològic. Els animals que van sobreviure es trobaven en estat crític, morts de set i de gana en les seves gàbies, incloent a Mandor, un tigre siberià de 20 anys, que era propietat personal d'Uday Hussein, i Saida, un os bru cec.
Diversos lleons que varen escapar del zoològic abandonat, van ser envoltats per soldats nord-americans en vehicles blindats de combat. Tres que no van tornar a les seves gàbies van ser afusellats pels soldats.

### Reconstrucció
A mitjans d'abril de 2003 el conservacionista sud-africà Anthony Lawrence, de la Reserva de Caça Thula Thula en Zululandia, va viatjar en un cotxe de lloguer amb dos assistents des de Kuwait per portar alleujament al zoològic de Bagdad, sent els primers civils a poder entrar a l'Iraq després de la invasió. El treball amb els directors del Zoològic de Bagdad, Dr. Adel Salman Musa i Dr. Husam Mohamed Hussan, i un reduït nombre de personal que va tornar a les seves funcions, estava destinat a cuidar i alimentar als animals que quedaven vius, restaurar les normes bàsiques d'higiene, i estabilitzar la situació. El viatge d'Anthony al zoològic va ser retardat per qüestions de seguretat i burocràcia enmig del caos de la guerra, i va arribar al zoològic 8 dies després que va començar la invasió per rescatar als animals supervivents.
El capità de l'exèrcit dels Estats Units, William Sumner, de la 354a Brigada d'Assumptes Civils, era l'oficial militar a càrrec del zoològic i es va unir a l'equip per millorar la seguretat i detenir l'ona de saquejos. Ell va nomenar a Anthony com a administrador provisional del zoològic, i es va mantenir a càrrec del recinte durant 14 mesos. Sumner va partir amb la seva brigada al març de 2004. El veterà iraquià Farah Murrani es va unir a l'esforç de rescat amb Brendan Whittington-Jones, de la reserva de caça Thula Thula. En diverses ocasions se'ls van unir altres organitzacions conservacionistes com WildAid i IFAW.
El zoològic i el parc que ho envolta van ser reoberts al públic el 20 de juliol de 2003, després de les millores i renovacions realitzades per enginyers de l'exèrcit dels Estats Units, comptava aleshores amb 86 animals, inclòs els 19 lleons supervivents. La majoria d'aquests animals van ser rescatats dels zoològics privats situats en els palaus de la família Hussein i altres zoos privats a la rodalia de Bagdad durant el conflicte en curs, incloïen lleons, tigres, ossos bruns, llops, guineus, xacals, camells, estruços, teixons, i alguns primats.
Whittington-Jones i Murrani van romandre en el zoològic per un any, durant el qual també van trobar llar als Estats Units per a més de 30 gossos de carrer de Bagdad.
El 2009, tres senglars del zoològic van ser sacrificats a causa dels temors que podrien estar infectats amb el virus de la grip A (H1N1) (grip porcina).

### Recuperació del zoològic
El 2008 el zoològic havia crescut a al voltant de 800 animals, encara que la majoria d'aquests eren ocells. Els únics animals grossos en el zoològic eren dues lleones, les úniques supervivents dels 22 lleons que hi havia abans de la invasió. El 4 d'agost de 2008, el zoològic va rebre dos cadells de tigre (Hope i Riley) del Centre de Conservadors (amb seu en Mebane, Carolina del Nord), un santuari de vida silvestre exòtica.
Per a l'any 2009, el zoològic informava que tenia prop de 1070 animals. Per mantenir la seguretat dels visitants, el Parc Zawraa, en el qual es troba el zoològic, és custodiat per unitats especials de policia que protegeixen altres instal·lacions del govern. Els visitants són registrats i les borses i cistelles són revisades a la recerca d'explosius. Encara que les xifres no poden ser verificades, el director general de parcs i jardins, Salah Abu al-Lail, esperava prop de 8 milions de visitants al parc el 2009.